# T Indi
T Indi är en halvregelbunden variabel av SRB-typ i stjärnbilden Indianen. 
Stjärnan har en visuell magnitud som varierar mellan +5,76 och 6,47 med en period av 272 dygn.